# Nicolas Charles Oudinot
Nicolas Charles Oudinot (Bar-le-Duc, 25 april 1767 - Parijs, 13 september 1847), als duc de l'Empire hertog van Reggio, was sinds 1809 maarschalk van Frankrijk en trad later in dienst van de Bourbons.
Oudinot was jarenlang betrokken bij het bestuur van de door Frankrijk geannexeerde Nederlanden. Op 24 november 1816 benoemde koning Willem I deze Franse maarschalk tot commandeur in de Militaire Willems-Orde.
Oudinot werd achtereenvolgens maarschalk van het Keizerrijk (Maréchal de l’Empire) en maarschalk van Frankrijk (Maréchal de France). Zijn bijnaam was Le Bayard de l’Armée Française”. Hij ligt begraven in de crypte van de Dome des Invalides
Oudinot droeg tal van onderscheidingen. Hij behoorde op 11 december 1803 tot de eerste Ridders in het Legioen van Eer. Op 14 juni 1804 werd hij grootofficier en op 6 maart 1805 "Grand-Aigle de la Légion d’Honneur" of grootkruis in deze orde. Ook onder Lodewijk XVIII, Karel X en Lodewijk Filips was Oudinot lid van deze Franse orde. Hij werd kanselier van het Legioen van Eer, een in Frankrijk zeer invloedrijke functie.
Oudinot was geen groot bevelhebber maar in 1823 wisten de Fransen Spanje te veroveren, iets wat Napoleon niet was gelukt. Oudinot voerde het bevel over een van de divisies. Hij muntte uit in het leiden van de infanterie. Geen detail ontging hem en hij was even resoluut en gewiekst als de beste onder de maarschalken. Een leger leiden was te veel van hem gevraagd.
Bij de begrafenis van de maarschalk werd de Nederlandse koning vertegenwoordigd door zijn daarvoor naar Parijs afgereisde adjudant H.A. van Karnebeek.

## De onderscheidingen van Oudinot

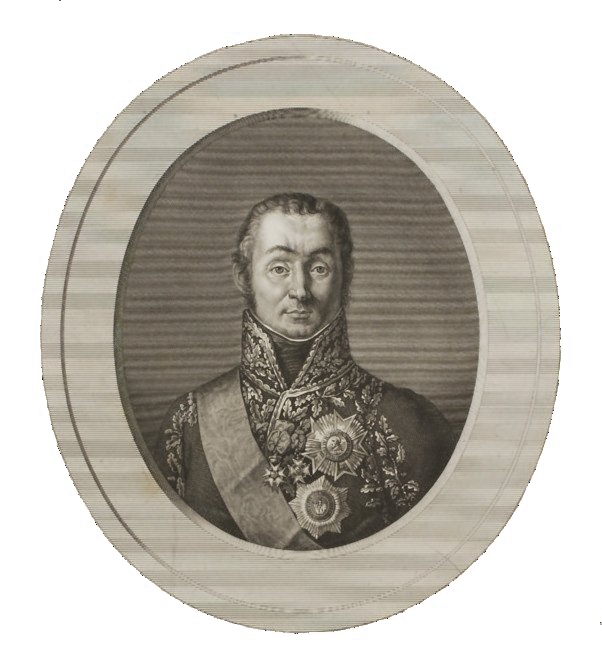
De maarschalk draagt op dit portret van na 1815 de ster van het Legioen van Eer met het portret van Hendrik IV van Frankrijk. De kleine kruizen zijn van het Legioen van Eer en de Orde van de Heilige Lodewijk

Napoleon I was ook koning van Italië en in die hoedanigheid benoemde hij zijn maarschalk op 23 september 1807 tot ridder in de Orde van de IJzeren Kroon van Italië (Chevalier de la Couronne de Fer).
Aan al deze Franse en Italiaanse onderscheidingen was een behoorlijk inkomen verbonden. Napoleon kocht op deze wijze de trouw van zijn maarschalken.
De Duitse bondgenoten van de Franse keizer hebben Oudinot ook onderscheiden, zo was hij commandeur in de Militaire Orde van Sint-Hendrik van Saksen (5 februari 1808) en grootkruis in de Militaire Max Jozef-Orde van Beieren (23 juni 1813).
Lodewijk XVIII verzekerde zich van de trouw van de naar hem overgelopen maarschalk met drie opeenvolgende benoemingen in de exclusieve Orde van de Heilige Lodewijk. Hij werd op 1 juni 1814 ridder, op 24 september van dat jaar commandeur en op 3 mei 1816 grootkruis.
Na de definitieve val van Napoleon eerden twee van de geallieerden Oudinot met hun orden. Hij werd op 24 november 1816, commandeur in de Militaire Willems-Orde, ridder in de Hoge Orde van de Zwarte Adelaar, Ridder der Eerste Klasse of Grootkruis in de Orde van de Rode Adelaar.
De Bourbonkoning Lodewijk XVIII nam Oudinot uiteindelijk op 30 september 1820 op in de Orde van de Heilige Geest. Daarmee werd de voormalige revolutionaire soldaat lid van een aristocratische en reactionaire ridderorde.
De Spaanse veldtocht en zijn gouverneurschap van Madrid leverden hem een hoge onderscheiding op van de weer op zijn troon herstelde Spaanse koning , op 21 november 1823 werd Oudinot grootkruis in de Orde van Karel III.
Het laatste van de grootkruisen viel Oudinot ten deel als dankbetuiging van de Russische Tsaar, die verheugd was over het neerslaan van een democratische regering in Spanje. Oudinot kreeg op 25 februari 1824 de versierselen van een ridder der Eerste Klasse in de Orde van Sint-Vladimir uitgereikt.

## Militaire loopbaan
- Vrijwillig Soldaat: 1784[1]
- Sergeant: 1787
- Chef de Légion: 6 september 1792[1]
- Chef de Brigade: 5 november 1793[1]
- Général de brigade: 14 juni 1794[1]
- Général de division: 12 april 1799[1]
- Maarschalk van Frankrijk: 1808

Louis Alexandre Berthier · Joachim Murat · Bon Adrien Jeannot de Moncey · Jean-Baptiste Jourdan · André Masséna · Pierre François Charles Augereau · Jean-Baptiste Bernadotte · Guillaume Brune · Nicolas Jean-de-Dieu Soult · Jean Lannes · Édouard Adolphe Casimir Joseph Mortier · Michel Ney · Louis Nicolas Davout · Jean-Baptiste Bessières · François Christophe Kellermann · François Joseph Lefebvre · Dominique-Catherine de Pérignon · Jean-Mathieu-Philibert Sérurier · Claude Victor-Perrin · Étienne Jacques Joseph Macdonald · Nicolas Charles Oudinot · Auguste de Marmont · Louis Gabriel Suchet · Laurent de Gouvion Saint-Cyr · Józef Poniatowski · Emmanuel de Grouchy
- Bibliothèque nationale de France: cb133306351 (data)
- Biografisch Portaal: 83066113
- Digitale Bibliotheek voor de Nederlandse Letteren: oudi002
- Gemeinsame Normdatei: 117190764
- International Standard Name Identifier: 0000 0001 2281 701X
- Library of Congress Control Number: no2008115859
- Base Léonore: C/0/43
- Nationale bibliotheek van Australië: 35318570
- Nationale Bibliotheek van Polen: a0000002600108
- Nederlandse Thesaurus van Auteursnamen: 070065497
- Réseau des bibliothèques de Suisse occidentale: 02-A003662247
- SNAC: w6nq6tzq
- Système universitaire de documentation: 076019802
- Trove: 910011
- Virtual International Authority File: 71537805
- WorldCat: E39PBJk96cGpx8wwtdgH9MGWDq